# (73542) 2003 OJ23
2003 أو جاي 23 (ويعرف أيضًا باسم (73542) 2003 أو جاي 23 وفق تسمية الكوكب الصغير) (بالإنجليزية: 2003 OJ23)‏ هو كويكب ضمن حزام الكويكبات؛ وترتيبه 73542 من حيث الاكتشاف.
اكتُشف هذا الجُرم الفلكي بواسطة وولف بيكل ‏ في 29 يوليو 2003.

## وصلات خارجية
- (73542) 2003 OJ23 في قاعدة بيانات مختبر الدفع النفاث لأجرام النظام الشمسي الصغيرة

- الاكتشاف · مخطط المدار ·  العناصر المدارية · المعلمات المادية

- (73542) 2003 OJ23 على موقع ويكي سكاي: DSS2, SDSS, GALEX, IRAS, Hydrogen α, X-Ray, Astrophoto, Sky Map, Articles and images